# Dave Haywood
David Wesley "Dave" Haywood (Augusta, Georgia, Estados Unidos, 5 de julio de 1982) es un cantante estadounidense de música country y miembro de la banda Lady Antebellum en la que toca el piano y la guitarra , y canta coros.
Además de escribir para Lady Antebellum, Haywood coescribió con Luke Bryan su sencillo "I Do".

## Lady Antebellum
En 2005, Haywood se reuniría con Kelley, su antiguo compañero de clase de la escuela media, cada fin de semana en Atlanta, Georgia, para escribir canciones juntos. Kelley convenció a Haywood trasladarse a Nashville en 2006 para escribir canciones juntos y ayudar a Kelley para convertirse en un exitoso solista country. Haywood dejó su trabajo en Atlanta, y se mudó a Nashville, para centrarse en la música a tiempo completo. Poco después, Kelley conoció a Hillary Scott en un bar en Nashville de la página MySpace de Kelley que Haywood había creado. Kelley invitó a Scott a reunirse con él y Haywood a escribir canciones juntos que conducen a ellos la creación del nuevo grupo, en la que dieron el nombre de Lady Antebellum. Los fanes han puesto el apodo de Lady A. Haywood grupo actuó como agente de reservas de la banda, ya que realiza en los bares y en todo lo posible para llamar la atención. Haywood también creó el primer sitio web de la banda.

## Vida personal
El 19 de diciembre de 2011 Dave se comprometió con Kelli Cashiola después de 7 meses de noviazgo. Ellos han sido amigos por más de 5 años. Dave y Kelli se casaron el 14 de abril de 2012 en Nashville.

## Premios y nominaciones
| Año  | Premio                    | Categoría                                                           | Resultado |
| ---- | ------------------------- | ------------------------------------------------------------------- | --------- |
| 2008 | SESAC                     | Compositor del Año                                                  | Ganador   |
| 2010 | SESAC                     | Compositor del Año                                                  | Ganador   |
| 2010 | Country Music Association | Canción del Año — "Need You Now"                                    | Nominado  |
| 2011 | Grammy Awards             | Álbum del Año - "Need You Now"                                      | Nominado  |
| 2011 | Grammy Awards             | Mejor Álbum Country - "Need You Now"                                | Ganador   |
| 2011 | Grammy Awards             | Grabación del Año - "Need You Now"                                  | Ganador   |
| 2011 | Grammy Awards             | Canción de Año - "Need You Now"                                     | Ganador   |
| 2011 | Grammy Awards             | Mejor Performance Country por un Dúo o Grupo vocal - "Need You Now" | Ganador   |
| 2011 | Grammy Awards             | Mejor canción Country - "Need You Now"                              | Ganador   |